# Zoológico de Saint Louis
O Zoológico de Saint Louis é um jardim zoológico localizado na cidade de Saint Louis, no estado do Missouri. É reconhecido pelo manejo, pesquisa e conservação das mais de 650 espécies que abriga. O Zoológico de Saint Louis está aberto todos os dias das 9:00 a.m. às 5:00 p.m.